# Мисбах
Мисбах (њем. Miesbach) град је у њемачкој савезној држави Баварска. Једно је од 17 општинских средишта округа Мисбах. Према процјени из 2010. у граду је живјело 11.133 становника. Посједује регионалну шифру (AGS) 9182125.

## Географски и демографски подаци
Мисбах се налази у савезној држави Баварска у округу Мисбах. Град се налази на надморској висини од 697 метара. Површина општине износи 32,4 km². У самом граду је, према процјени из 2010. године, живјело 11.133 становника. Просјечна густина становништва износи 343 становника/km².

## Међународна сарадња
| Мјесто    | Држава               | Врста сарадње | Од    |
| --------- | -------------------- | ------------- | ----- |
| Тјуксбери | Уједињено Краљевство | партнерство   | 2000. |
| Извор     |                      |               |       |